# VfL Herrenberg
Der Verein für Leibesübungen (VfL) Herrenberg e. V., kurz VfL Herrenberg, ist ein Sportverein aus der württembergischen Stadt Herrenberg. Die Fußballmannschaft der Frauen spielt seit 2025 in der Regionalliga Süd.

## Geschichte
Die Ursprünge des Vereins liegen beim MTV Herrenberg, der am 30. Juli 1848 gegründet wurde. Der Männerturnverein wurde aufgrund Mitgliedermangels zwar 1854 vom Oberamt aufgelöst, jedoch bereits am 22. Juni 1862 wiederbelebt. Im Jahr 1919 erfolgt schließlich nicht nur die Gründung einer Damenabteilung im Männerturnverein, sondern auch die Gründung der Fußballabteilung unter Leitung von Walter Keck am 15. Juni 1919. Eine Handballabteilung gründet sich am 15. Juni 1932. Im Jahr 1933 kommt es schließlich zur Trennung von der Fußballmannschaft, welche ihrerseits den FV Herrenberg gründete. Durch den Zweiten Weltkrieg kamen die Aktivitäten in beiden Vereinen jedoch zum Erliegen.
Der heutige VfL Herrenberg wurde schließlich 1946 gegründet und übernahm die Aktivitäten von MTV und FV, welche aufgelöst wurden. Unter Zuhilfe der amerikanischen Streitkräfte wurde 1952 die heimische Sportstätte, das Stadion an der Schießmauer, errichtet. Zunächst in Vereinshand, wird dieses jedoch vier Jahre später der Stadt überschrieben. Zu einer Tanzsportabteilung kommt es 2014 durch die Fusion mit dem 1. TSC Herrenberg.

## Fußball

### Frauen
Die erste Frauenmannschaft des VfL Herrenberg spielte in den 2000er Jahren hauptsächlich in der siebtklassigen Regionenliga. Nach zwei Aufstiegen in die Landesliga – aus der man jedoch beide Male sofort wieder abstieg – stürzte der Verein in die achtklassige Bezirksliga ab. Ab 2015 erfolgt von dort aus ein rasanter Aufstieg des Vereins. Innerhalb von vier Jahren schaffte man viermal hintereinander den Aufstieg in die nächsthöhere Liga und war in der Oberliga Baden-Württemberg angekommen. Es dauerte nur weitere drei Jahre bis die Frauenmannschaft in die drittklassige Regionalliga aufstieg. Zwar stiegen die Frauen in ihrer ersten Saison wieder ab, allerdings spielte man in der Oberliga erneut um den Aufstieg und kehrte 2025 schließlich zurück in die Regionalliga Süd als Meister der Oberliga.
Zur Saison 2015/16 wurde eine zweite Frauenmannschaft angemeldet, die ebenso wie die erste Frauenmannschaft in der achtklassigen Bezirksliga startete. Im Jahr 2025 erfolgte der Aufstieg in die Regionenliga, in der man auch von 2020 bis 2022 kurzzeitig spielte.

### Herren
Der Verein verfügt zwar über 13 Juniorenteams, allerdings ist nur eine Herrenmannschaft im Verein vertreten.
1979 wurde die Männermannschaft Staffelsieger in ihrer Landesligastaffel und spielte eine Spielzeit in der seinerzeit viertklassigen Verbandsliga Württemberg. 1984 verpasste die Mannschaft auch dort den Klassenerhalt. Dem Wiederaufstieg 1987 folgte der direkte Durchmarsch in die Verbandsliga, in der sich der Klub dieses Mal halten konnte. In der Spielzeit 1992/93 verpasste er als Tabellendritter hinter den beiden Aufsteigern GSV Maichingen und VfR Aalen den Sprung in die Drittklassigkeit, ehe die Spielklasse mit Einführung der Regionalliga 1994 zurückgestuft wurde. 1995 stieg die Mannschaft in die Landesliga ab. Nachdem sie zwischenzeitlich in der Bezirksliga angetreten war, kehrte sie 2004 nochmals in die Landesliga zurück. Drei Jahre später folgte der erneute Abstieg. Anschließend war sie zeitweise Fahrstuhlmannschaft zwischen dem nach Einführung der 3. Liga nunmehr siebten und achten Spielniveau, seit 2012 spielt sie in der achtklassigen Bezirksliga.

## Weitere Abteilungen
Neben der Fußballabteilung unterhält der Sportverein zurzeit folgende Abteilungen:
- Badminton
- Basketball
- Cheerleading
- Disc Golf
- Fechten
- Fitness- und Gesundheitsstudio
- Freizeitsport
- Handball
- Kampfkunst
- Kindersportschule
- Lauftreff
- Leichtathletik
- Radsport
- Rehasport
- Schwimmen
- Seniorensport
- Schneesport
- Sportabzeichen
- Tanzsport
- Tischtennis
- Triathlon
- Turnen
- Volleyball